# Маракайбо (озеро)
Марака́йбо — озеро-лагуна в Венесуэле. Расположено в межгорной тектонической впадине между хребтами Сьерра-де-Периха на западе и Кордильера-де-Мерида на юге и востоке.
В северной части озеро мелководно, в южной глубина достигает 250 метров (некоторые источники приводят гораздо меньшие значения — 50 м или даже 35 м). Берега низменные, заболоченные. На севере озеро мелким проливом (глубина 2—4 м) соединяется с Венесуэльским заливом. Питается водой из множества ручьёв и рек, крупнейшая из которых — Кататумбо. Маракайбо — самое большое озеро в Южной Америке, его площадь равна 13 210 км² (но она сокращается из-за обильного поступления аллювия), это также одно из древнейших озёр на Земле (по некоторым оценкам — второе по древности). На берегах озера проживает почти четверть населения Венесуэлы.

## Этимология
Название озеру дано в период колонизации по имени местного вождя, которого звали Мара, вторая часть — кайбо — означает «земля»; таким образом, лимноним переводится как «Земля Мары».

## География

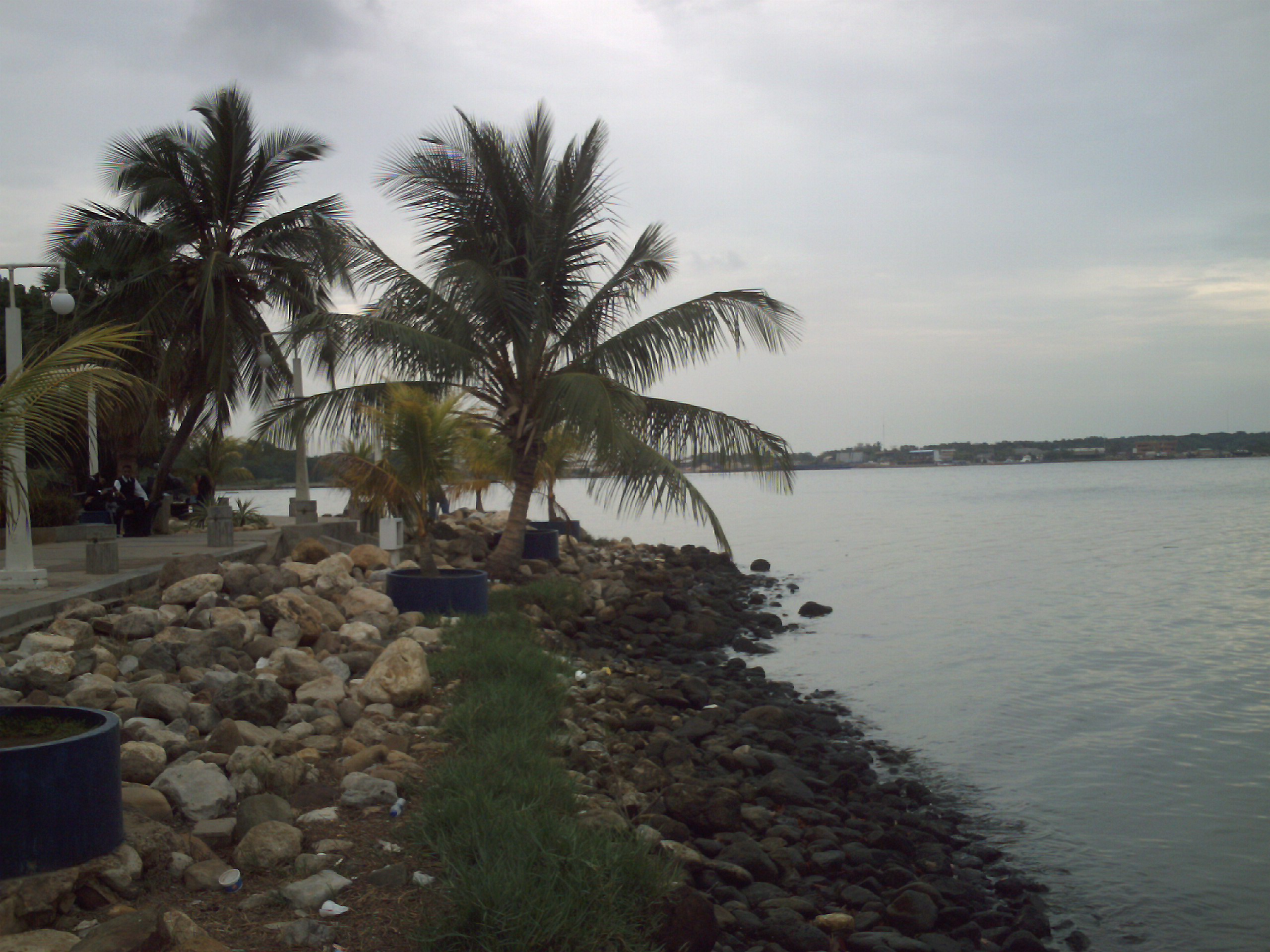

Через озеро Маракайбо лежит морской путь для двух портов: Маракайбо и Кабимас. В бассейне озера Маракайбо имеются большие запасы нефти, вследствие чего оно служит источником благосостояния Венесуэлы. Специально прорытый глубокий канал в озере позволяет заходить туда океанским судам. Восьмикилометровый мост Генерала Рафаэля Урданеты (строительство завершено в 1962), перекинутый между берегами пролива, является одним из самых длинных мостов в мире.
Маракайбо знаменито уникальным природным явлением, известным под названием «молнии Кататумбо», — молниями, непрерывно возникающими в течение длительного времени в районе впадения реки Кататумбо в озеро.

## История
В 1499 году Алонсо де Охеда обнаружил озеро Маракайбо и дал стране название Венесуэла — «Маленькая Венеция». Порт Маракайбо был основан в 1529 году на западной стороне озера.
В июле 1823 года здесь произошла битва при Маракайбо, сыгравшая важную роль в войне за независимость Венесуэлы.

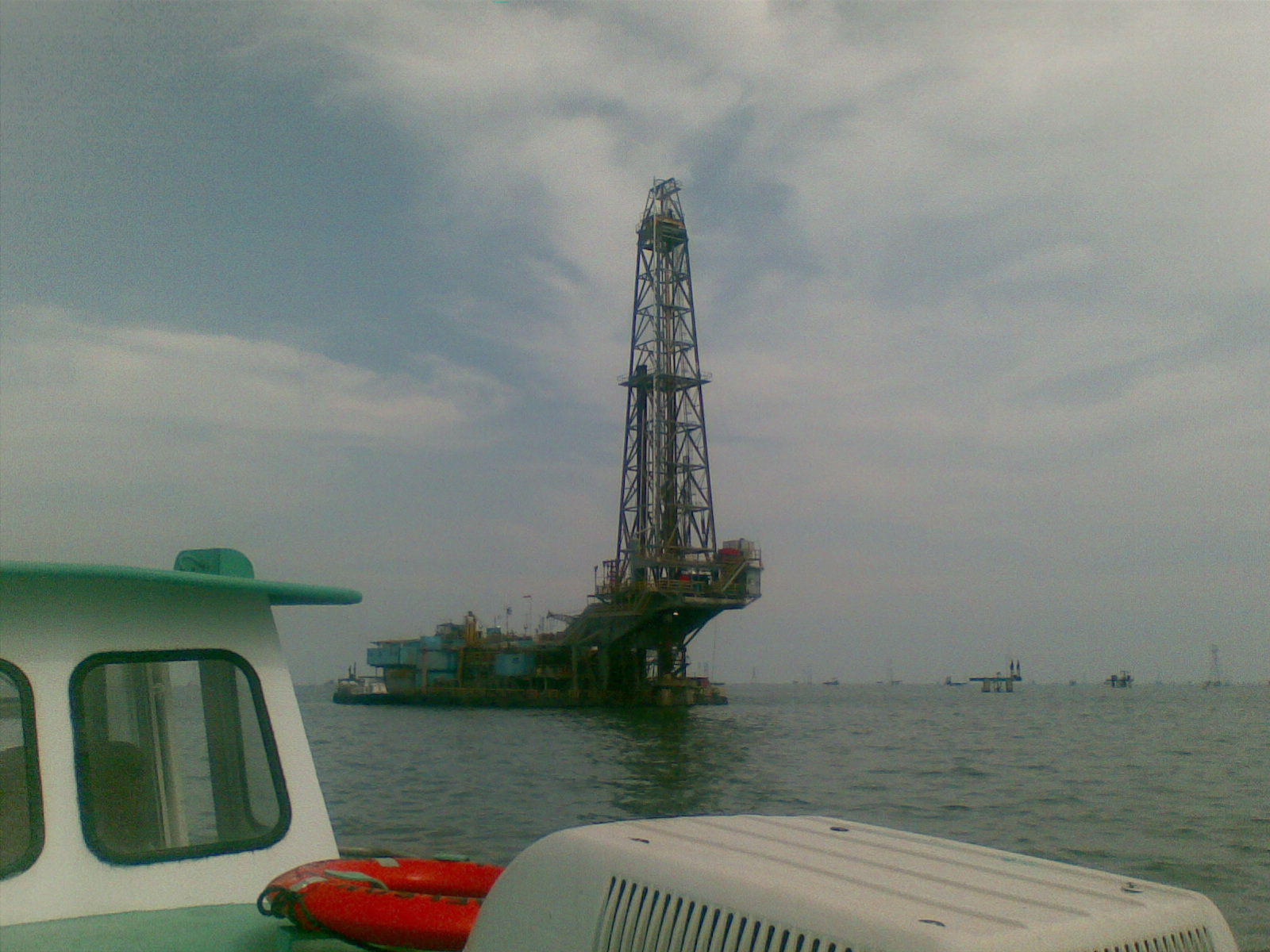
Буровая установка на озере Маракайбо

Добыча нефти в бассейне Маракайбо началась в 1914 году, скважины были пробурены компанией Bataafsche Petroleum Me, предшественником Royal Dutch Shell.

## Поселения
Несколько деревень, построенные прямо на озере на сваях, до сих пор существуют в южной и юго-западной части озера. Эти деревни отрезаны от благ современной цивилизации, они вымирают и страдают от многих болезней, в том числе от болезни Хантингтона, более известной под названием «пляска святого Вита».